# Олелько Владимирович
Оле́лько (Алекса́ндр) Влади́мирович (ум. в 1455) — князь копыльский и слуцкий (ок. 1398/1399-1443), князь киевский с 1443 года, старший сын князя киевского Владимира Ольгердовича, внук великого князя литовского Ольгерда. Олелько — уменьшительное от имени Александр. Потомки Александра Владимировича назывались Олельками или Олельковичами. Вёл практически непрерывные войны с татарами, защищая от них Южную Русь.

## Биография
После смерти своего отца Владимира Ольгердовича Олелько получил в наследственное владение города Копыль и Слуцк. Олелько Владимирович также должен был унаследовать киевский престол, но великий князь литовский Витовт назначил в Киев своего наместника. Князь Олелько Слуцкий участвовал в многочисленных военных кампаниях своего сюзерена, великого князя литовского Витовта. В начале XV века Олелько Владимирович был назначен великим князем литовским Витовтом наместником в Киевском княжестве, но к 1422 году лишился этой должности. В 1422 году участвовал в подписании Мельнского мира между Польшей, Великим княжеством Литовским и Тевтонским орденом. В 1428 году принимал участие в военном походе великого князя литовского Витовта на Новгородскую республику.
В 1430 году после смерти великого князя литовского Витовта Кейстутовича и избрания на литовский великокняжеский престол Свидригайло Ольгердовича (1430—1432) Олелько Владимирович копыльский стал активным сторонником последнего.
В 1432 году при поддержке Польши и литовских магнатов-католиков литовский великокняжеский престол захватил князь стародубский Сигизмунд Кейстутович (1432—1440), младший брат Витовта. В Великом княжестве Литовском началась гражданская война между сторонниками Свидригайло Ольгердовича и Сигизмунда Кейстутовича. Князь Олелько Владимирович Копыльский вначале поддерживал великого князя литовского Сигизмунда Кейстутовича, участвовал на его стороне в битве под Ошмянами.
В 1434 году Сигизмунд Кейстутович решил захватить Киев и отправил в город на княжение верного ему Олелька Владимировича Слуцкого. Олелько пользовался большой популярностью среди жителей Киева. Однако Свидригайло смог опередить Сигизмунда и отправил в Киев своего воеводу Ивана Монгирдовича, который занял этот город и не впустил туда князя Олелька.
В конце правления Сигизмунда Кейстутовича князь Олелько Владимирович копыльский вместе с женой и детьми был арестован, лишен удельного княжества и посажен в темницу. Олелько был заключен в Керново, а его жена Анастасия Васильевна с двумя сыновьями Семёном и Михаилом — в Утянах.
В 1440 году после убийства великого князя литовского Сигизмунда Кейстутовича и вступления на литовский великокняжеский престол Казимира Ягеллончика (1440—1492) Олелько Владимирович Копыльский был освобожден из заключения вместе с семьей и получил назад конфискованное удельное княжество.
Около 1443 года Олелько Владимирович получил в удельное владение от великого князя литовского Казимира Киевское княжество. Олелько (Александр) Владимирович, заняв киевский княжеский престол, назначил своих сыновей Семёна и Михаила князьями в Слуцке и Копыле.

## Семья
Супругой Александра Владимировича с 22 августа 1417 года была княгиня Анастасия Васильевна, дочь великого князя московского Василия I Дмитриевича. У них было двое сыновей. Старший сын — Семён Олелькович, по решению великого князя литовского Казимира IV, стал преемником отца на киевском княжеском престоле, получив его в пожизненное владение. Его наследники уже были лишены права претендовать на Киев. Младший сын — Михаил Олелькович был князем-наместником Великого Новгорода. Кроме сыновей, у Олелько и Анастасии было три дочери. Одна из них, Евдокия Олельковна (ум. 1468), стала в 1463 году женой господаря Молдавии Стефана Великого (1457—1504).
Российский историк XIX века Помпей Батюшков характеризовал Олелько следующим образом:
"Александр (Олелько) Владимирович прибыл в 1442 году в Вильну и обратился с просьбою к великому литовскому князю Казимиру Ягайловичу о восстановлении прав на отцовское наследие. Тот исполнил просьбу своего двоюродного брата и выделил ему Киев с Житомиром и Овручем… Олелько Владимирович женат был на дочери Великого князя московского Василия Дмитриевича, Анастасии, отличался выдающимся умом, стойкостью, храбростью и пользовался всеобщим уважением. После смерти Витовта, многие русские князья предлагали избрать его великим князем литовским. Во внутреннем управлении государством за Олелька Владимировича русские порядки, язык и люди получили прежнее значение. Даже «Судебник» Казимира почти совершенно соответствовал «Русской правде… По ходатайству Олелька Казимир Ягайлович утвердил власть русского митрополита Ионы над православными епархиями Великого княжества Литовского. Олелько владел своим уделом до самой смерти своей (1455 год)».